# Fussballclub Schötz 2022-2023
Questa voce raccoglie le informazioni riguardanti il Fussballclub Schötz nelle competizioni ufficiali della stagione 2022-2023.

## Stagione
Nella stagione 2022-2023 il Schötz, allenato da Roger Felber, concluse il campionato di Prima Lega al 3º posto. In Coppa Svizzera il Schötz fu eliminato al primo turno dal Lucerna.

## Rosa
| N. |                     | Ruolo | Calciatore           |
| -- | ------------------- | ----- | -------------------- |
| 1  | Svizzera (bandiera) | P     | Neel Kissling        |
| 3  | Francia (bandiera)  | D     | Roland Dassaul Pokua |
| 4  | Svizzera (bandiera) | D     | Silvan Williner      |
| 5  | Svizzera (bandiera) | C     | Nando Bühler         |
| 6  | Svizzera (bandiera) | D     | Massimo Bühler       |
| 7  | Svizzera (bandiera) | C     | Luca Frey            |
| 8  | Svizzera (bandiera) | C     | Gente Mazreku        |
| 9  | Togo (bandiera)     | A     | Guy Eschmann         |
| 10 | Svizzera (bandiera) | A     | Yanick Rapelli       |
| 11 | Svizzera (bandiera) | A     | Lars Schmid          |
| 12 | Svizzera (bandiera) | D     | Manuel Roth          |
| 13 | Svizzera (bandiera) | C     | Thiago Frey          |
| 14 | Svizzera (bandiera) | D     | Elia Amorosi         |
| 16 | Svizzera (bandiera) | C     | Fabian Rüedi         |

| N. |                     | Ruolo | Calciatore         |
| -- | ------------------- | ----- | ------------------ |
| 17 | Svizzera (bandiera) | C     | Ryan Hügi          |
| 18 | Svizzera (bandiera) | P     | Dominic Stadelmann |
| 19 | Svizzera (bandiera) | C     | Stephan Andrist    |
| 20 | Svizzera (bandiera) | C     | Jessy Nimi         |
| 21 | Svizzera (bandiera) | D     | Gilles Gauchat     |
| 22 | Svizzera (bandiera) | A     | Silvan Ottiger     |
| 23 | Svizzera (bandiera) | D     | Nikola Mijatovic   |
| 24 | Francia (bandiera)  | D     | Tieby Yao          |
| 25 | Camerun (bandiera)  | C     | Boris Mpon         |
|    | Svizzera (bandiera) | P     | Philip Bolliger    |
|    | Svizzera (bandiera) | P     | Michael Lötscher   |
|    | Svizzera (bandiera) | D     | Oliver Frey        |
|    | Svizzera (bandiera) | A     | Tim Bossart        |

## Organigramma societario
Area tecnica
- Allenatore: Roger Felber
- Allenatore in seconda:
- Preparatore dei portieri:
- Preparatori atletici:

## Calciomercato

### Sessione estiva
| Acquisti | Acquisti        | Acquisti           | Acquisti |
| R.       | Nome            | da                 | Modalità |
| -------- | --------------- | ------------------ | -------- |
| A        | Lee Djambou     | Gloria Lunca-Teuz  |          |
| A        | Silvan Ottiger  | Unterstrass Zurigo |          |
| C        | Stephan Andrist | Köniz              |          |
| D        | Massimo Bühler  | Lucerna II         |          |
| P        | Neel Kissling   | Basilea II         |          |
| C        | Fabian Rüedi    | Buochs             |          |

| Cessioni | Cessioni         | Cessioni            | Cessioni |
| R.       | Nome             | a                   | Modalità |
| -------- | ---------------- | ------------------- | -------- |
| D        | Marsell Dedaj    | Kriens II           |          |
| C        | Nathan Tayey     | Wohlen              |          |
| P        | Cedrice Häfliger | Sarnen              |          |
| A        | Patrik Gjidoda   | Kriens              |          |
| C        | Adijan Keranovic | Soletta             |          |
| P        | Ilias Nabil      | Black Stars Basilea |          |
| C        | Kaltrim Osaj     | Dornach             |          |

### Sessione invernale
| Acquisti | Acquisti   | Acquisti | Acquisti |
| R.       | Nome       | da       | Modalità |
| -------- | ---------- | -------- | -------- |
| C        | Boris Mpon | Chiasso  |          |

| Cessioni | Cessioni | Cessioni | Cessioni |
| R.       | Nome     | a        | Modalità |
| -------- | -------- | -------- | -------- |

## Risultati

### Prima Lega

#### andata
| Bassecourt 6 agosto 2022, ore 17:00 CEST 1ª giornata     | Bassecourt | 0 – 2 referto          | Schötz | Stade des Grands-Prés (250 spett.) |
| \| \| \| \| \| \| Marcatori \| 19’ Bühler 21’ Mazreku \| |            |                        |        |                                    |
|                                                          |            |                        |        |                                    |
|                                                          | Marcatori  | 19’ Bühler 21’ Mazreku |        |                                    |

| Schötz 13 agosto 2022, ore 16:00 CEST 2ª giornata         | Schötz    | 0 – 2 referto           | Delémont | Fußballanlage Wissenhusen |
| \| \| \| \| \| \| Marcatori \| 22’ Achour 38’ François \| |           |                         |          |                           |
|                                                           |           |                         |          |                           |
|                                                           | Marcatori | 22’ Achour 38’ François |          |                           |

| Basilea 24 agosto 2022, ore 19:30 CEST 3ª giornata        | Black Stars Basilea | 1 – 1 referto | Schötz | Sportplatz Buschweilerhof |
| \| \| \| \| \| Pergjoka 26’ \| Marcatori \| 48’ Bühler \| |                     |               |        |                           |
|                                                           |                     |               |        |                           |
| Pergjoka 26’                                              | Marcatori           | 48’ Bühler    |        |                           |

| Schötz 27 agosto 2022, ore 16:00 CEST 4ª giornata                     | Schötz    | 4 – 0 referto | Langenthal | Fußballanlage Wissenhusen |
| \| \| \| \| \| Pokua 51’ Andrist 77’, 86’ Frey 89’ \| Marcatori \| \| |           |               |            |                           |
|                                                                       |           |               |            |                           |
| Pokua 51’ Andrist 77’, 86’ Frey 89’                                   | Marcatori |               |            |                           |

| Basilea 3 settembre 2022, ore 17:00 CEST 5ª giornata              | Concordia Basilea | 3 – 0 referto | Schötz | St. Jakob-Park (254 spett.) |
| \| \| \| \| \| Alessio 3’ Mandal 47’ Sylla 64’ \| Marcatori \| \| |                   |               |        |                             |
|                                                                   |                   |               |        |                             |
| Alessio 3’ Mandal 47’ Sylla 64’                                   | Marcatori         |               |        |                             |

| Schötz 10 settembre 2022, ore 16:00 CEST 6ª giornata | Schötz    | 0 – 2 referto      | Münsingen | Fußballanlage Wissenhusen |
| \| \| \| \| \| \| Marcatori \| 31’, 58’ Vernocchi \| |           |                    |           |                           |
|                                                      |           |                    |           |                           |
|                                                      | Marcatori | 31’, 58’ Vernocchi |           |                           |

| Emmen 17 settembre 2022, ore 18:00 CEST 7ª giornata                        | Emmenbrücke | 1 – 2 referto         | Schötz | Sportanlage Gersag (550 spett.) |
| \| \| \| \| \| Neziraj 77’ (rig.) \| Marcatori \| 51’ Rüedi 80’ Andrist \| |             |                       |        |                                 |
|                                                                            |             |                       |        |                                 |
| Neziraj 77’ (rig.)                                                         | Marcatori   | 51’ Rüedi 80’ Andrist |        |                                 |

| Schötz 24 settembre 2022, ore 16:00 CEST 8ª giornata                      | Schötz    | 2 – 1 referto | Neuchâtel Xamax II | Fußballanlage Wissenhusen |
| \| \| \| \| \| Yao 45’ (rig.) Andrist 90’ \| Marcatori \| 14’ Athekame \| |           |               |                    |                           |
|                                                                           |           |               |                    |                           |
| Yao 45’ (rig.) Andrist 90’                                                | Marcatori | 14’ Athekame  |                    |                           |

| Zurigo 2 ottobre 2022, ore 14:30 CEST 9ª giornata                        | Muri      | 2 – 1 referto | Schötz | Sportanlage Letten |
| \| \| \| \| \| Paden 39’ (rig.), 70’ (rig.) \| Marcatori \| 84’ Pokua \| |           |               |        |                    |
|                                                                          |           |               |        |                    |
| Paden 39’ (rig.), 70’ (rig.)                                             | Marcatori | 84’ Pokua     |        |                    |

| Schötz 8 ottobre 2022, ore 16:00 CEST 10ª giornata                | Schötz    | 2 – 1 referto | Soletta | Fußballanlage Wissenhusen |
| \| \| \| \| \| Williner 7’ Bühler 90’ \| Marcatori \| 70’ Mast \| |           |               |         |                           |
|                                                                   |           |               |         |                           |
| Williner 7’ Bühler 90’                                            | Marcatori | 70’ Mast      |         |                           |

| Wohlen 15 ottobre 2022, ore 16:00 CEST 11ª giornata | Wohlen    | 0 – 1 referto | Schötz | Stadion Niedermatten |
| \| \| \| \| \| \| Marcatori \| 85’ Bühler \|        |           |               |        |                      |
|                                                     |           |               |        |                      |
|                                                     | Marcatori | 85’ Bühler    |        |                      |

| Schötz 29 ottobre 2022, ore 16:00 CEST 12ª giornata           | Schötz    | 1 – 1 referto   | Rotkreuz | Fußballanlage Wissenhusen |
| \| \| \| \| \| Andrist 70’ \| Marcatori \| 61’ (rig.) Guto \| |           |                 |          |                           |
|                                                               |           |                 |          |                           |
| Andrist 70’                                                   | Marcatori | 61’ (rig.) Guto |          |                           |

| Thun 5 novembre 2022, ore 19:00 CET 13ª giornata     | Thun II   | 0 – 1 referto      | Schötz | Stockhorn Arena |
| \| \| \| \| \| \| Marcatori \| 52’ (rig.) Andrist \| |           |                    |        |                 |
|                                                      |           |                    |        |                 |
|                                                      | Marcatori | 52’ (rig.) Andrist |        |                 |

| Schötz 12 novembre 2022, ore 16:00 CET 14ª giornata  | Schötz    | 1 – 0 referto | Dornach | Fußballanlage Wissenhusen |
| \| \| \| \| \| Andrist 64’ (rig.) \| Marcatori \| \| |           |               |         |                           |
|                                                      |           |               |         |                           |
| Andrist 64’ (rig.)                                   | Marcatori |               |         |                           |

| Köniz 19 novembre 2022, ore 16:00 CET 15ª giornata                           | Köniz     | 0 – 3 referto                              | Schötz | Sportplatz Liebefeld-Hessgut |
| \| \| \| \| \| \| Marcatori \| 20’ Mijatovic 40’ (rig.) Andrist 67’ Rüedi \| |           |                                            |        |                              |
|                                                                              |           |                                            |        |                              |
|                                                                              | Marcatori | 20’ Mijatovic 40’ (rig.) Andrist 67’ Rüedi |        |                              |

#### ritorno
| Schötz 26 novembre 2022, ore 16:00 CET 16ª giornata  | Schötz    | 1 – 0 referto | Bassecourt | Fußballanlage Wissenhusen |
| \| \| \| \| \| Andrist 20’ (rig.) \| Marcatori \| \| |           |               |            |                           |
|                                                      |           |               |            |                           |
| Andrist 20’ (rig.)                                   | Marcatori |               |            |                           |

| Delémont 26 febbraio 2023, ore 14:30 CET 17ª giornata | Delémont  | 1 – 1 referto | Schötz | Stadio La Blancherie (420 spett.) |
| \| \| \| \| \| Wyder 90’ \| Marcatori \| 17’ Yao \|   |           |               |        |                                   |
|                                                       |           |               |        |                                   |
| Wyder 90’                                             | Marcatori | 17’ Yao       |        |                                   |

| Schötz 4 marzo 2023, ore 16:00 CET 18ª giornata | Schötz | 0 – 0 referto | Black Stars Basilea | Fußballanlage Wissenhusen |

| Langenthal 10 marzo 2023, ore 20:00 CET 19ª giornata         | Langenthal | 1 – 1 referto  | Schötz | Sportplatz Rankmatte (300 spett.) |
| \| \| \| \| \| Gjidoda 43’ \| Marcatori \| 27’ (rig.) Yao \| |            |                |        |                                   |
|                                                              |            |                |        |                                   |
| Gjidoda 43’                                                  | Marcatori  | 27’ (rig.) Yao |        |                                   |

| Schötz 18 marzo 2023, ore 16:00 CET 20ª giornata                     | Schötz    | 2 – 1 referto | Concordia Basilea | Fußballanlage Wissenhusen |
| \| \| \| \| \| Mijatovic 20’ Schmid 47’ \| Marcatori \| 31’ Sylla \| |           |               |                   |                           |
|                                                                      |           |               |                   |                           |
| Mijatovic 20’ Schmid 47’                                             | Marcatori | 31’ Sylla     |                   |                           |

| 12 aprile 2023, ore 20:00 CEST 21ª giornata | Münsingen | 2 – 1 | Schötz |  |

| Schötz 1º aprile 2023, ore 16:00 CEST 22ª giornata                         | Schötz    | 2 – 1 referto      | Emmenbrücke | Fußballanlage Wissenhusen |
| \| \| \| \| \| Yao 31’ Mijatovic 45’ \| Marcatori \| 3’ (aut.) Williner \| |           |                    |             |                           |
|                                                                            |           |                    |             |                           |
| Yao 31’ Mijatovic 45’                                                      | Marcatori | 3’ (aut.) Williner |             |                           |

| Neuchâtel 6 aprile 2023, ore 20:15 CEST 23ª giornata | Neuchâtel Xamax II | 0 – 0 referto | Schötz | La Maladière (120 spett.) |

| Schötz 15 aprile 2023, ore 16:00 CEST 24ª giornata                                       | Schötz    | 2 – 3 referto                    | Muri | Fußballanlage Wissenhusen |
| \| \| \| \| \| Bühler 51’ Schmid 55’ \| Marcatori \| 26’ Mrkonja 29’ Milicaj 54’ Trüb \| |           |                                  |      |                           |
|                                                                                          |           |                                  |      |                           |
| Bühler 51’ Schmid 55’                                                                    | Marcatori | 26’ Mrkonja 29’ Milicaj 54’ Trüb |      |                           |

| Soletta 22 aprile 2023, ore 16:00 CEST 25ª giornata | Soletta   | 0 – 1 referto | Schötz | Stadion Solothurn |
| \| \| \| \| \| \| Marcatori \| 90’ Bühler \|        |           |               |        |                   |
|                                                     |           |               |        |                   |
|                                                     | Marcatori | 90’ Bühler    |        |                   |

| Schötz 29 aprile 2023, ore 16:00 CEST 26ª giornata    | Schötz    | 1 – 1 referto | Wohlen | Fußballanlage Wissenhusen |
| \| \| \| \| \| Rüedi 90’ \| Marcatori \| 5’ Kisisa \| |           |               |        |                           |
|                                                       |           |               |        |                           |
| Rüedi 90’                                             | Marcatori | 5’ Kisisa     |        |                           |

| 6 maggio 2023, ore 17:00 CEST 27ª giornata | Rotkreuz | 3 – 1 | Schötz |  |

| 12 maggio 2023, ore 20:00 CEST 28ª giornata | Schötz | 1 – 3 | Thun II |  |

| 20 maggio 2023, ore 16:00 CEST 29ª giornata | Dornach | 1 – 2 | Schötz |  |

| 27 maggio 2023, ore 16:00 CEST 30ª giornata | Schötz | 3 – 0 | Köniz |  |

### Coppa Svizzera
| Arbitro: | Fähndrich |

|  |           |                                         |
|  | Marcatori | 5’ Dorn 27’ Ardaiz 40’ Kadák 85’ Chader |

## Statistiche

### Statistiche di squadra
| Competizione   | Punti | In casa | In casa | In casa | In casa | In casa | In casa | In trasferta | In trasferta | In trasferta | In trasferta | In trasferta | In trasferta | Totale | Totale | Totale | Totale | Totale | Totale | DR |
| Competizione   | Punti | G       | V       | N       | P       | Gf      | Gs      | G            | V            | N            | P            | Gf           | Gs           | G      | V      | N      | P      | Gf     | Gs     | DR |
| -------------- | ----- | ------- | ------- | ------- | ------- | ------- | ------- | ------------ | ------------ | ------------ | ------------ | ------------ | ------------ | ------ | ------ | ------ | ------ | ------ | ------ | -- |
| Prima Lega     | 52    | 15      | 8       | 3       | 4       | 22      | 16      | 15           | 7            | 4            | 4            | 18           | 15           | 30     | 15     | 7      | 8      | 40     | 31     | +9 |
| Coppa Svizzera | -     | 1       | 0       | 0       | 1       | 0       | 4       | 0            | 0            | 0            | 0            | 0            | 0            | 1      | 0      | 0      | 1      | 0      | 4      | -4 |
| Totale         | 52    | 16      | 8       | 3       | 5       | 22      | 20      | 15           | 7            | 4            | 4            | 18           | 15           | 31     | 15     | 7      | 9      | 40     | 35     | +5 |

### Andamento in campionato
| Giornata  | 1 | 2 | 3 | 4 | 5 | 6  | 7 | 8 | 9 | 10 | 11 | 12 | 13 | 14 | 15 | 16 | 17 | 18 | 19 | 20 | 21 | 22 | 23 | 24 | 25 | 26 | 27 | 28 | 29 | 30 |
| --------- | - | - | - | - | - | -- | - | - | - | -- | -- | -- | -- | -- | -- | -- | -- | -- | -- | -- | -- | -- | -- | -- | -- | -- | -- | -- | -- | -- |
| Luogo     | T | C | T | C | T | C  | T | C | T | C  | T  | C  | T  | C  | T  | C  | T  | C  | T  | C  | T  | C  | T  | C  | T  | C  | T  | C  | T  | C  |
| Risultato | V | P | N | V | P | P  | V | V | P | V  | V  | N  | V  | V  | V  | V  | N  | N  | N  | V  | P  | V  | N  | P  | V  | N  | P  | P  | V  | V  |
| Posizione | 2 | 7 | 8 | 5 | 9 | 10 | 8 | 7 | 7 | 5  | 4  | 6  | 6  | 4  | 3  | 3  | 3  | 3  | 4  | 2  | 3  | 3  | 2  | 4  | 2  | 3  | 3  | 5  | 4  | 3  |

Legenda:

Luogo: C = Casa; T = Trasferta. Risultato: V = Vittoria; N = Pareggio; P = Sconfitta.